# Pseudosmittia joaquimvenancioi
Pseudosmittia joaquimvenancioi är en tvåvingeart som först beskrevs av Messias och De Oliveira 2000.  Pseudosmittia joaquimvenancioi ingår i släktet Pseudosmittia och familjen fjädermyggor. Inga underarter finns listade i Catalogue of Life.